# Сандатовское сельское поселение
Сандатовское се́льское поселе́ние — муниципальное образование в Сальском районе Ростовской области Российской Федерации.
Административный центр — село Сандата.

## География
Сельское поселение расположено на юго-восточной части Ростовской области, в районе устья реки Сандата (бассейна реки Средний Егорлык). Муниципальное образование имеет административную границу с Калмыкией и Песчанокопским районом Ростовской области. Общая площадь сельского поселения составляет 41 780 м².

## История
Село Сандата (которое теперь является административным центром сельского поселения) находится на месте впадения реки Сандата в реку Большой Егорлык (по обе стороны).
Основано в 1805 году на земле принадлежащей кочующим народом. Название своё получило от реки, на которой находится. Местные жители в основном занимались хлебопашеством и разведением скота.
Первоначально все поселенцы были православного вероисповедания, однако в настоящее время в селе проживают представители 22 национальностей, из них подавляющее большинство составляют русские: около 3600 человек, вторыми являются турки–месхетинцы: их число составляет около 700 человек.
Село Берёзовка, вначале с момента своего основания властями Медвежинского уезда было оформлено как хутор Берёзовский в 1814 году. В 1844 году хутор был переименован в село. Назван оно было в честь первого переселенца, Иосифа Березовского. Расположено на правом берегу реки Большой Егорлык.
В 2005 году образовано Сандатовское сельское поселение.

## Состав сельского поселения
| № | Населённый пункт | Тип населённого пункта       | Население |
| - | ---------------- | ---------------------------- | --------- |
| 1 | Березовка        | село                         | ↗1341     |
| 2 | Крупский         | хутор                        | 140       |
| 3 | Сандата          | село, административный центр | ↘3658     |

## Местное самоуправление
Глава сельского поселения — Сероштан Николай Иванович

## Население
| 2005  | 2010  | 2012  | 2013  | 2014  | 2015  | 2016  |
| ----- | ----- | ----- | ----- | ----- | ----- | ----- |
| 6180  | ↘5139 | ↘5080 | ↘5066 | ↘5063 | ↘5006 | ↘4978 |
| 2017  | 2018  | 2019  | 2020  | 2021  |       |       |
| ↘4922 | ↘4906 | ↘4863 | ↘4806 | ↘4766 |       |       |

### Известные уроженцы
- Кобзарь Андрей Степанович — советский военачальник, генерал-лейтенант.
- Хворост Василий Иванович — член союза журналистов СССР и союза художников СССР.